# WBSC 오세아니아
WBSC 오세아니아 (영어: WBSC Oceania)는 오세아니아 지역 소속국의 야구와 소프트볼, 베이스볼5를 관리하는 기관이다 . 2017년 10월 보츠와나에서 열린 WBSC 총회 이후 WBSC의 구조와 운영을 반영하기 위해 오세아니아 야구 연맹 및 오세아니아 소프트볼 연맹이 산하단체로 통합해 설립되었으며 연맹은 세계 야구 소프트볼 연맹(영어: World Baseball Softball Confederation)의 관리를 받고 있다.

## 가맹국
2024년12월  기준

### 야구
| - 아메리칸사모아 - 오스트레일리아 - 피지 - 미크로네시아 연방 - 괌 - 마셜 제도 |  | - 북마리아나 제도 - 누벨칼레도니 - 뉴질랜드 - 팔라우 - 파푸아뉴기니 - 솔로몬 제도 |  | - 통가 |

### 소프트볼
| - 아메리칸사모아 - 오스트레일리아 - 미크로네시아 연방 - 괌 - 마셜 제도 - 뉴질랜드 |  | - 팔라우 - 파푸아뉴기니 - 솔로몬 제도 - 통가 |

## 같이 보기
오세아니아 야구 연맹